# Carlos Caballero
Carlos Orlando Caballero Sánchez (né le 5 décembre 1958 à Olanchito au Honduras) est un joueur de football international hondurien qui évoluait au poste de milieu de terrain, avant de devenir entraîneur.

## Biographie

### Carrière de joueur

#### Carrière en club
Carlos Caballero évolue pendant onze saisons en faveur du Real España. Il remporte avec cette équipe trois titres de champion du Honduras. 

#### Carrière en sélection
Carlos Caballero joue en équipe du Honduras entre 1981 et 1985.
Il dispute trois matchs rentrant dans le cadre des éliminatoires du mondial 1982, et sept rentrant dans le cadre des éliminatoires du mondial 1986. Il inscrit un but lors de ces éliminatoires.
Il figure dans le groupe des sélectionnés lors de la Coupe du monde de 1982. Lors du mondial organisé en Espagne, il joue un match contre le pays organisateur.

## Palmarès
| Real España - Championnat du Honduras (3) : - Champion : 1980, 1988 et 1990 - Vice-champion : 1986 et 1989 - Copa Interclubes UNCAF (1) : - Vainqueur : 1982 |  | Social Sol - Championnat du Honduras D2 (1) : - Champion : 2016 |